# Oie domestique
Taxons concernés
Deux sous-espèces parmi le genre Anser :
- Anser anser domesticus
- Anser cygnoides domesticusmodifier

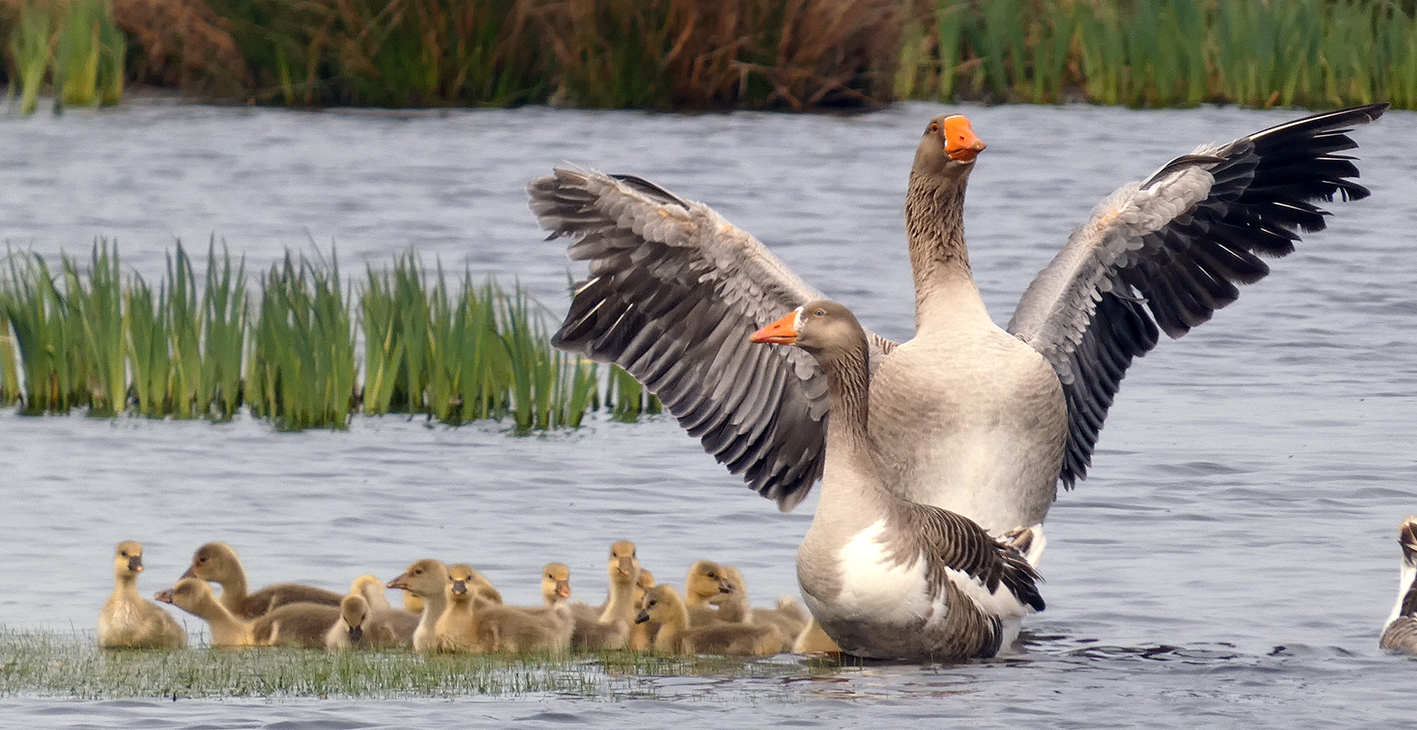
Les familles sont composées d'un Jars et de 2 ou 3 femelles.

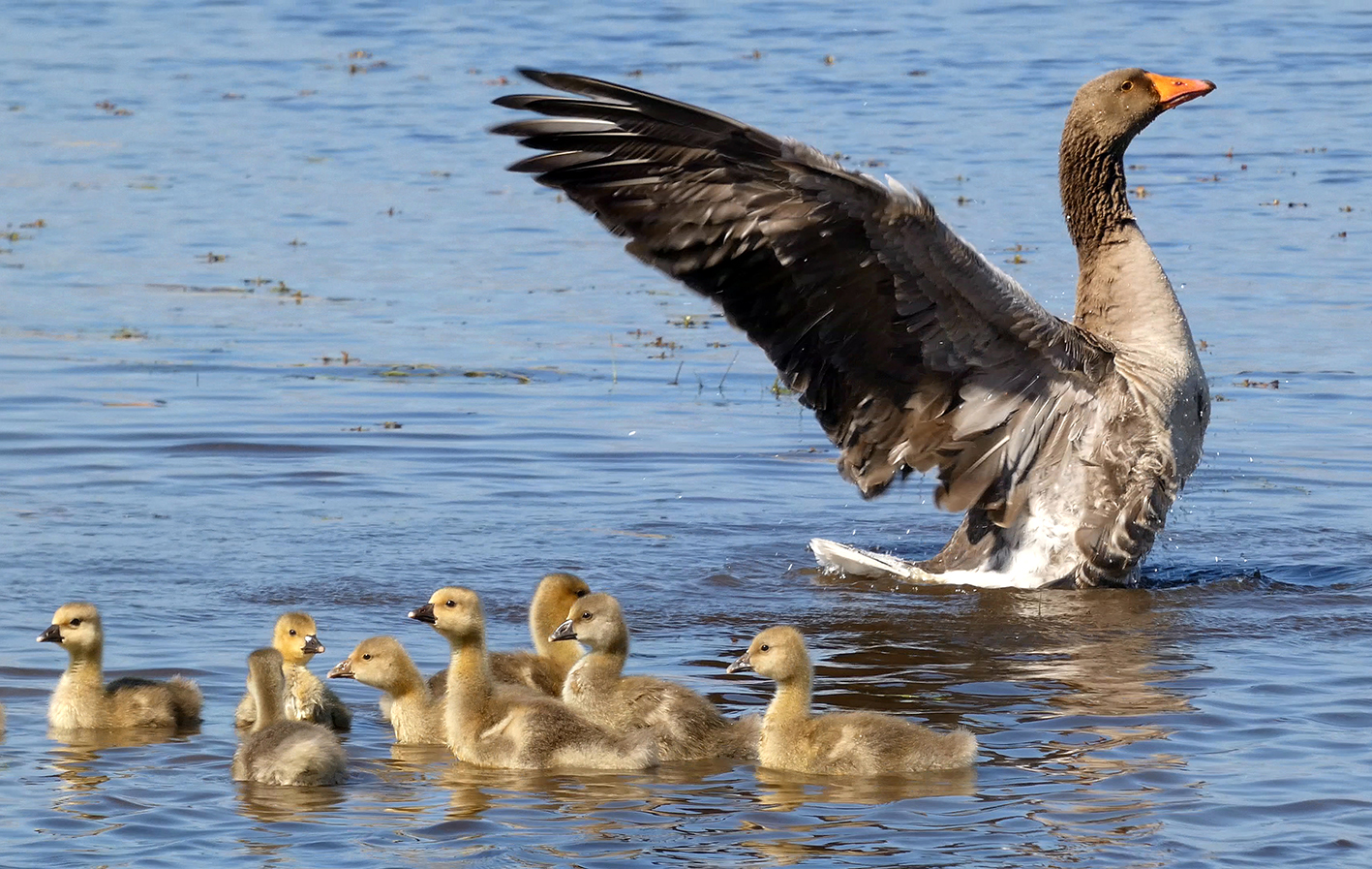
Oie femelle et oisons en Brière.

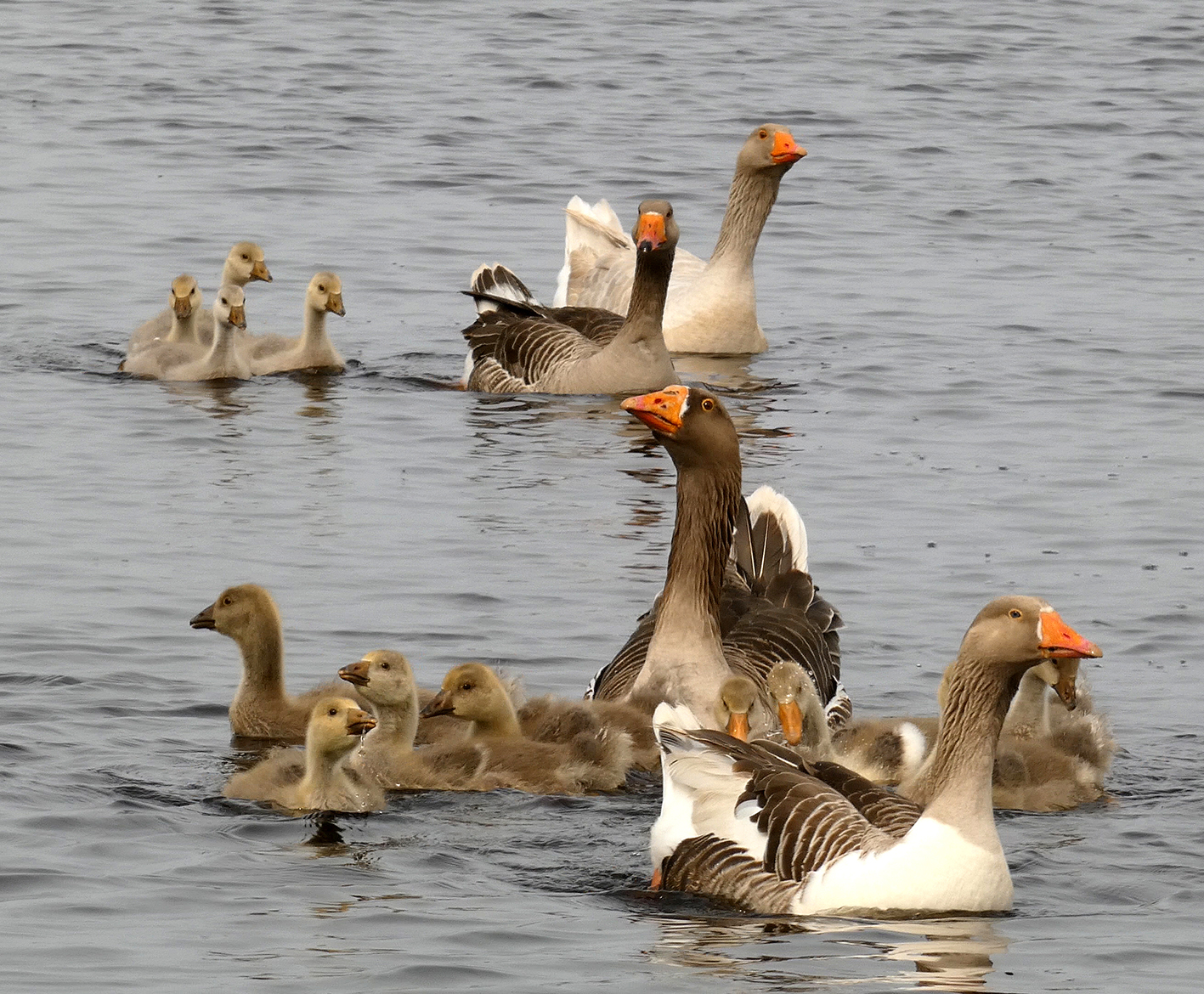
Oies en liberté dans le marais de Brière.

Oie domestique est un nom vernaculaire, ambigu en français, désignant des oiseaux palmipèdes domestiqués à partir d'au moins deux espèces d'oies sauvages : l'Oie cendrée, l'Oie cygnoïde et leurs hybrides qui sont fertiles. Le mâle de l'oie domestique est nommé jars. L'élevage des oies domestiques est en progression : ces volailles sont appréciées tant pour leur chair (dont le foie gras) que pour la production de plumes. D'une manière plus marginale, les oies sont élevées pour fournir des œufs, et même pour faire du gardiennage et pour désherber les cultures.

## Dénominations

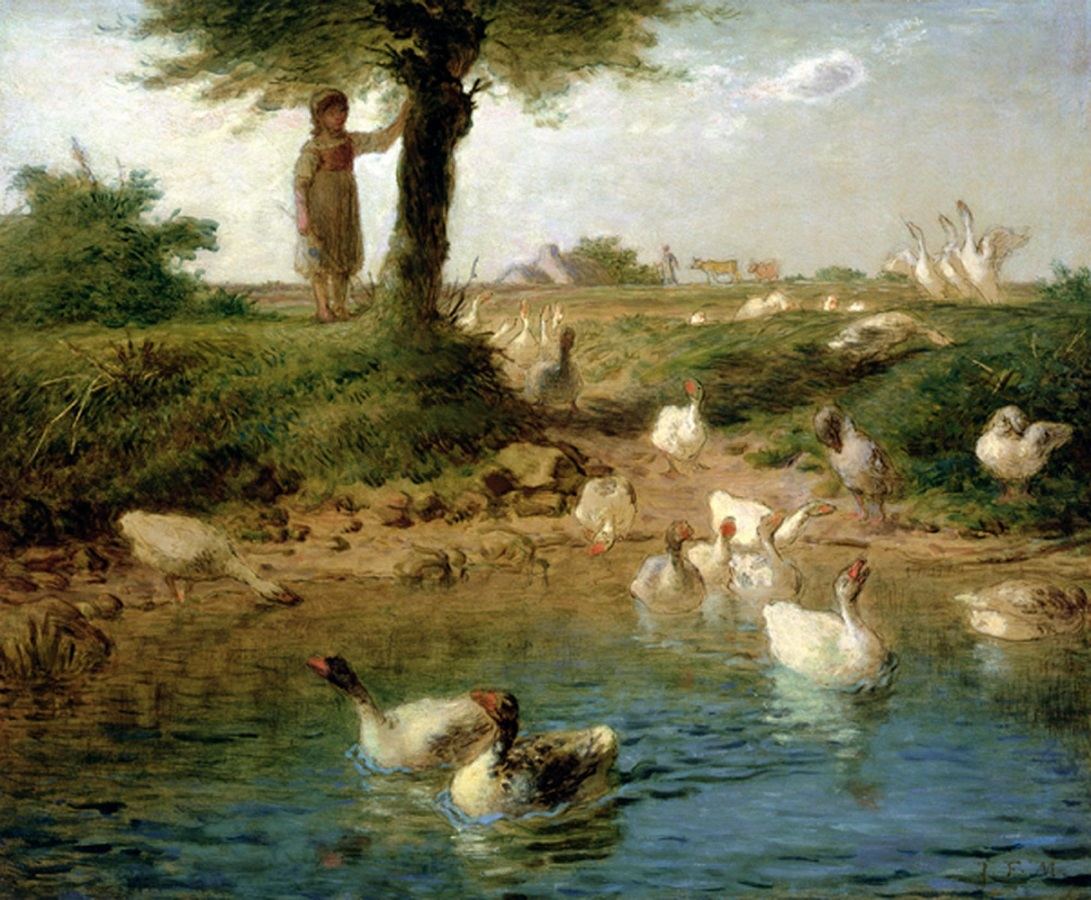
La Gardeuse d'oie, 1866-1867
Jean-François Millet
Tokyo Fuji Art Museum.

- Jars : mâle (cette appellation n'est pas usitée pour les oies mâles sauvages) ;
- Oison : petit.

On utilise le terme Oie de Guinée, de Chine, ou moscovite pour désigner les races issues de l'Oie cygnoïde et le terme Oie européenne pour désigner les races issues de l'Oie cendrée.

## Histoire

### Origines de l'oie diteeuropéenne

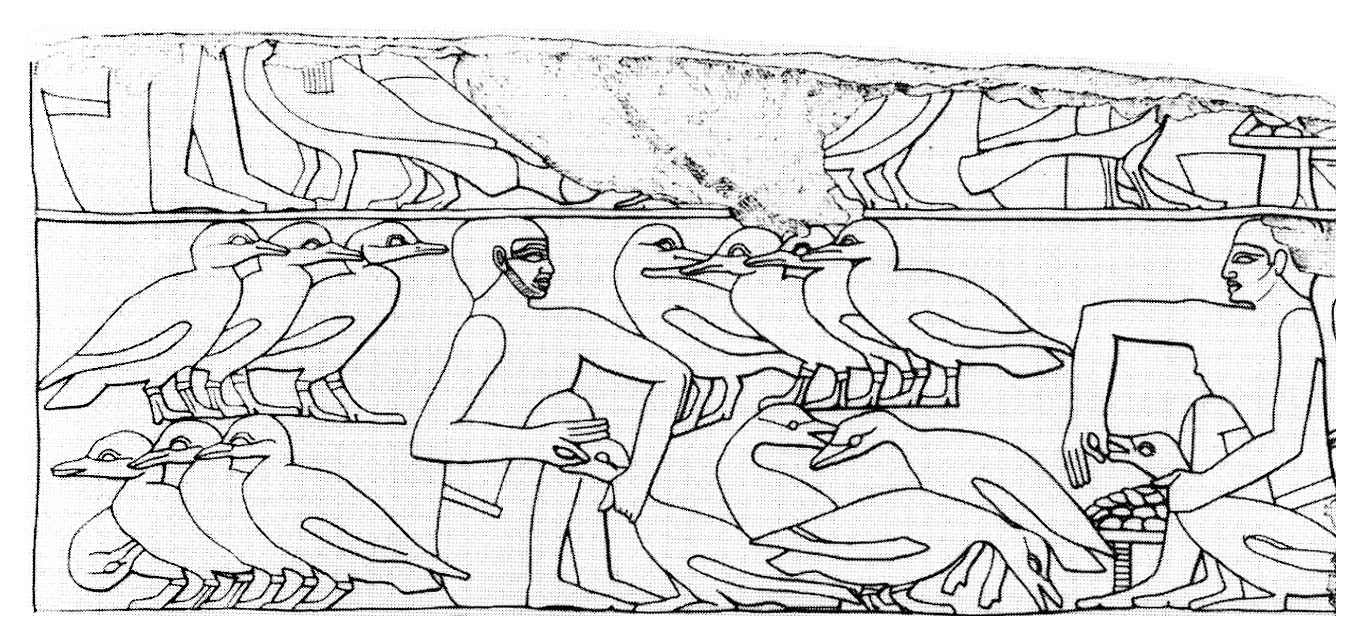
Gavage d'oie en Égypte antique.

Les oies (probablement Anser Anser) sont domestiquées en Égypte depuis vraisemblablement le IIIe millénaire av. J.-C., peut être plus. D'après Jules César, cet oiseau était tenu pour sacré en Britannia, où on ne le mangeait pas. Chez les Grecs, cet animal avait la réputation d'enrichir ses propriétaires. C'est la première espèce de la famille des Anatidae à l'être, même si leur exploitation commerciale a toujours eu moins de succès que celle du canard domestique. Les femelles de certaines races pondent jusqu'à 50 œufs par an.
Les oies occidentales sont le plus souvent blanches, ce trait était déjà prisé et donc sélectionné chez les Romains. Rome en importait de ses provinces, surtout de Gaules où elles étaient une spécialité et d'où elles venaient, à pied :

« Ce qu'il y a d'étonnant pour l'oie, c'est qu'elle vient à pied de la Morinie à Rome. Les oies lasses sont mises aux premiers rangs; les autres les font marcher, par cet instinct qui les pousse à se serrer. »

— Pline l'Ancien, Histoire naturelle, livre X -  XXVII
Elles étaient aussi fort appréciées pour leur foie. Les calamus des plumes sont utilisés depuis le Ve siècle.

### Origine de l'Oie Asiatique
La domestication à l'origine de cette forme a probablement eu lieu en Chine ou en Mongolie. Il existe pas moins de 20 races d'oies en Chine. Les mâles de ces races d'oies possèdent une caroncule au niveau du bec, contrairement à l'oie européenne. Ceci permet le sexage vers 6 à 8 mois, lorsque l'animal devient adulte. Réputées bonnes pondeuses, ces races, dont certaines vont jusqu'à pondre 210 œufs par an, sont par contre moins bonnes productrices de viande que les races d'oie européenne. Ces oies sont reconnues pour leur efficacité dans le gardiennage. En outre, elles possèdent de solides pattes qui leur permettent de se déplacer sur de larges étendues pour pâturer.

### Autres oies
D'autres oies peuvent être domestiquées, oie originaire de zone à climat tempéré comme la Bernache du Canada (Branta canadensis) en d'Amérique du Nord, le Cygne coscoroba (Coscoroba coscoroba) de l'extrême sud de l'Amérique. Mais aussi des oies originaires de zones à climat tropical comme l'Ouette d'Égypte (Alopochen aegyptiacus) en Afrique, la Bernache néné (Branta sandvicensis) aux îles Hawaï, l'Oie à tête barrée (Anser indicus) en Inde et en Asie centrale, l'Oie de Gambie (Plectropectus gambensis) en Afrique tropicale, et l'Oie-pie ou Oie semi-palmée (Anseranas semipalmata) en Australie et en Nouvelle-Guinée.
Toutes ses oies pourraient également servir de réservoir génétique, mais dans la communauté européenne au moins, aucun spécimen d'origine sauvage ne peut être détenu dans un élevage.
| Anser cygnoides                                | Anser cygnoides                                                                 | Anser anser  | Anser anser                         |
| Oie sauvage                                    | Oie de Chine                                                                    | Oie sauvage  | Oie domestique                      |
| ---------------------------------------------- | ------------------------------------------------------------------------------- | ------------ | ----------------------------------- |
|                                                |                                                                                 |              |                                     |
| posture horizontale avec un arrière-train fin. | posture verticale avec un arrière-train gras et une caroncule au niveau du bec. | Oie cendrée. | moins fine avec de grosses cuisses. |

### Hybrides
Elles sont issues de l'oie de Guinée et de l'oie européenne, mais des apports génétiques provenant d'autres oies ne sont pas nécessairement exclus. Anser Anser peut également s'hybrider avec Branta canadensis.

### Races

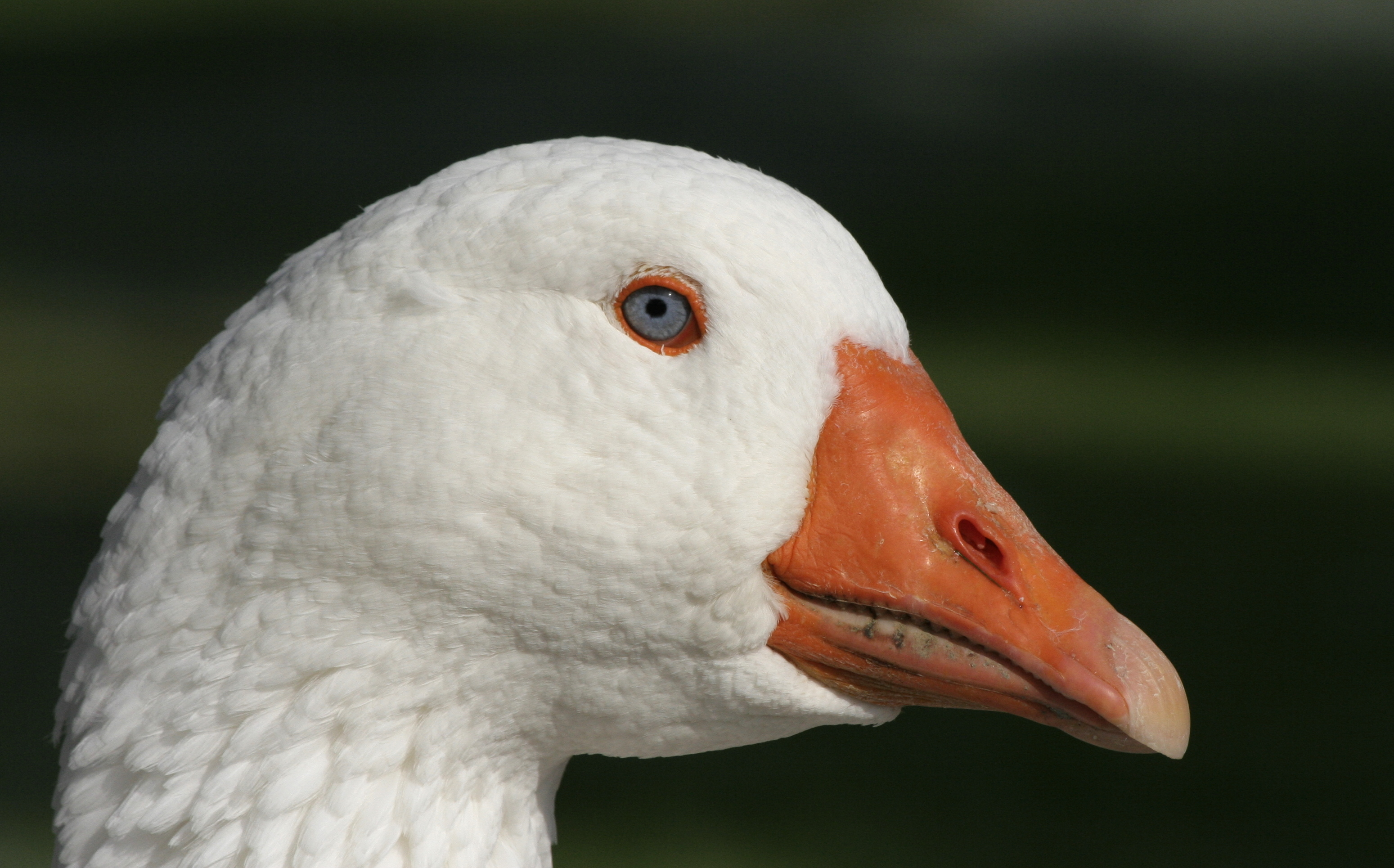
Oie domestique Anser anser Cagliari, Sardaigne.
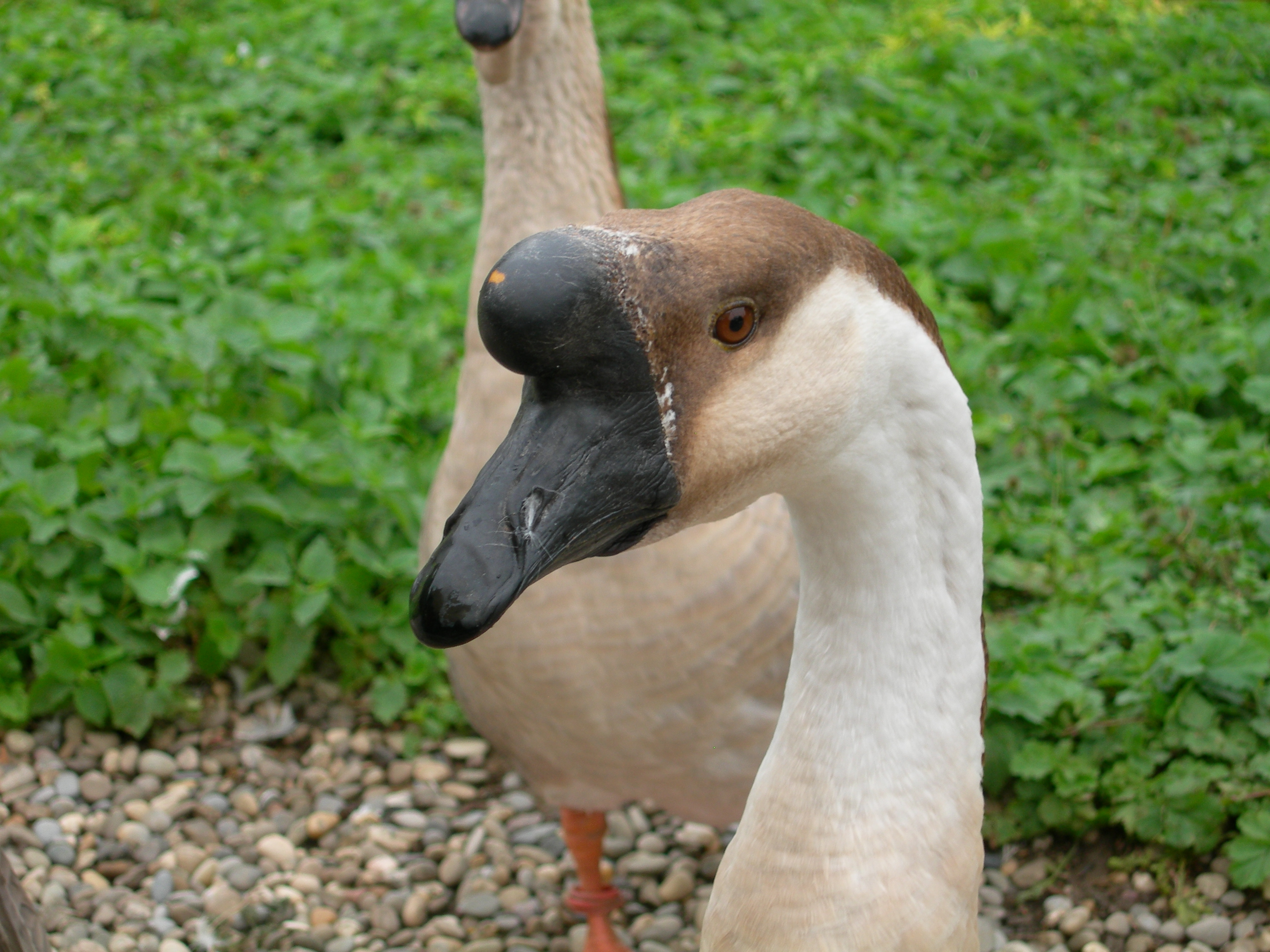
Oie cygnoïde Chine.
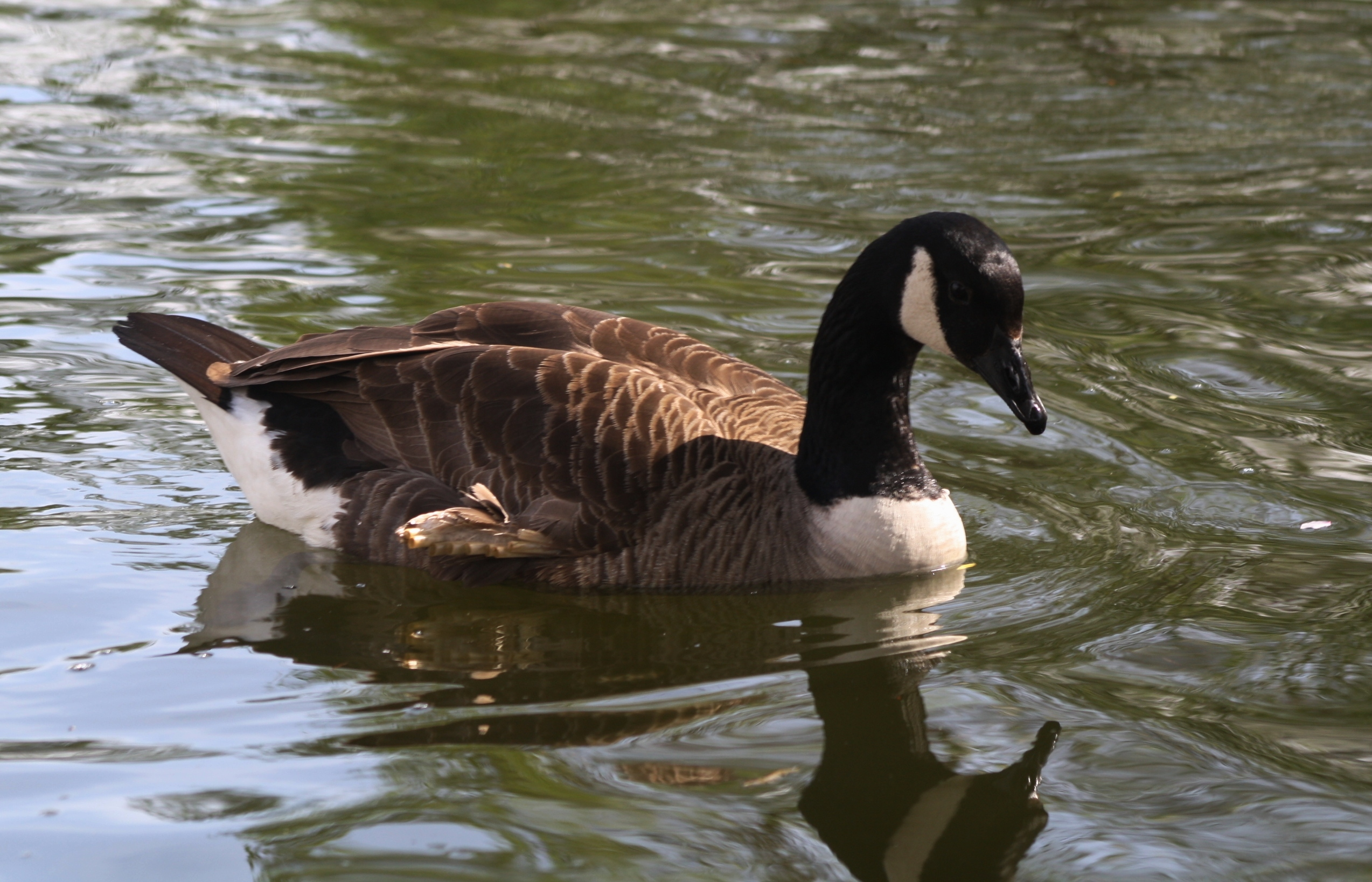
Bernache du Canada (Branta canadensis) Hyde Park, Londres.

Il existe certainement plus d'une centaine de races.
| Nom vernaculaire             | Espèce souche   | Couleur                         | Couleur                                | Masse        | Masse         | Qté. d'œufs par ponte | Masse des œufs | Origine géographique     |
| Nom vernaculaire             | Espèce souche   | Plumes                          | Bec et patte                           | du mâle      | de la femelle | Qté. d'œufs par ponte | Masse des œufs | Origine géographique     |
| ---------------------------- | --------------- | ------------------------------- | -------------------------------------- | ------------ | ------------- | --------------------- | -------------- | ------------------------ |
| Adler                        | Anser anser     | Blanche                         | Orange                                 | 7 à 9 kg     | 5 à 7 kg      | 25 à 30               | 160 / 170 g    | Russie                   |
| Blanche tchèque              | Anser anser     | Blanche                         | Orange                                 | 5 kg         | 4 kg          | 45                    | 140 g          | République tchèque       |
| Frisée du Danube             | Anser anser     | Blanche                         | Orange                                 | 5 à 6 kg     | 4,5 à 5 kg    |                       | 120 g          | Rives de la mer Noire    |
| Oie blanche de Touraine      | Anser anser     | Blanche                         | Orange                                 | 6 à 7 kg     | 5 à 6 kg      | 40 à 45               |                | France                   |
| Oie blanche du Bourbonnais   | Anser anser     | Blanche brillante               | Orange                                 | 9 à 10 kg    | 7 à 8 kg      |                       | 160 g          | France                   |
| Oie d'Alsace                 | Anser anser     | Grise ou blanche                | Orange                                 | 4 à 4,5 kg   | 4 à 4,5 kg    |                       | 120 g          | France                   |
| Oie d'Emden                  | Anser anser     | Blanche                         | Orange                                 | 11 à 12 kg   | 10 à 11 kg    | 50                    | 170 g          | Allemagne                |
| Oie d'Empordá                |                 |                                 |                                        | 6 kg         | 5,5 kg        |                       | 160 g          | Espagne                  |
| Oie de Celle                 | Anser anser     | Brun clair                      | Jaune                                  | 5,5 à 6,5 kg | 4 à 6 kg      | 15 à 20               | 130 g          | Allemagne                |
| Oie de combat de Steinbach   | Anser anser     | Bleue et grise                  | Orange                                 | 5,5 à 6,5 kg | 4,5 à 5,5 kg  | 20 à 50               | 130 g          | Allemagne                |
| Oie de Chine                 | Anser cygnoides | Brune, chamois clair et blanche | Orange                                 | 5,5 kg       | 4,5 kg        | 50                    | 120 g          | Chine                    |
| Oie de Lippe                 | Anser anser     | Blanche                         | Jaune rosâtre                          | 6,5 à 7 kg   | 5,5 à 6 kg    | 30                    | 140 g          | Allemagne                |
| Oie de Poméranie             | Anser anser     | Blanche, grise, pie-gris, fauve | Orangé pâle                            | 8 à 9 kg     | 7 à 8 kg      | 20 à 30               | 170 g          | Allemagne Pologne        |
| Oie de Suchá                 | Anser anser     | Fauve                           | Orange                                 | 6,5 à 7,5 kg | 5,5 à 6,5 kg  | 12 à 16               | 160 g          | Slovaquie                |
| Oie de Toulouse à bavette    | Anser anser     | Grise et blanche                |                                        | 9 à 10 kg    | 8 à 9 kg      | 30 à 40               | 160 g          | France                   |
| Oie de Toulouse sans bavette | Anser anser     | Grise et blanche                |                                        | 8 à 10 kg    | 6 à 8 kg      | 30 à 40               | 160 g          | France                   |
| Oie du Poitou                | Anser anser     |                                 |                                        | 6,5 kg       | 6 kg          |                       |                | France                   |
| Oie du Tarn                  | Anser anser     | Blanche et grise                |                                        | 6 à 8 kg     | 6 à 8 kg      |                       |                | France                   |
| Oie flamande                 | Anser anser     | Pie cendré var.: blanc          | bec : jaune orangé pattes : rouge rosé | 5 à 6 kg     | 4 à 4,5 kg    |                       | 120 g          | Belgique France Pays-Bas |
| Oie grise des Landes         | Anser anser     | Grise                           |                                        | 7,5 kg       | 6,5 kg        | 40                    | 170 g          | France                   |
| Oie grise du Marais poitevin | Anser anser     | Grise et blanche                | Rose                                   | 4 à 5 kg     | 4 à 4,5 kg    | 15 à 35               |                | France                   |
| Oie normande                 | Anser anser     | Jars blanc Oie bicolore         |                                        | 4,5 à 5,5 kg | 4 à 5 kg      |                       | 120 g          | France                   |
| Oie pondeuse allemande       | Anser anser     | Blanche                         |                                        | 7,5 kg       | 7 kg          | 40 à 126              | 170 g          | Allemagne                |
| Pilgrim                      | Anser anser     | Jars blanc Oie grise            |                                        | 6 kg         | 5,2 kg        | 30                    | 170 g          | Europe                   |

- Oie domestique Anser anser
Cagliari, Sardaigne.
- Oie cygnoïde
Chine.
- Bernache du Canada (Branta canadensis)
Hyde Park, Londres.

## Zoologie

### Alimentation

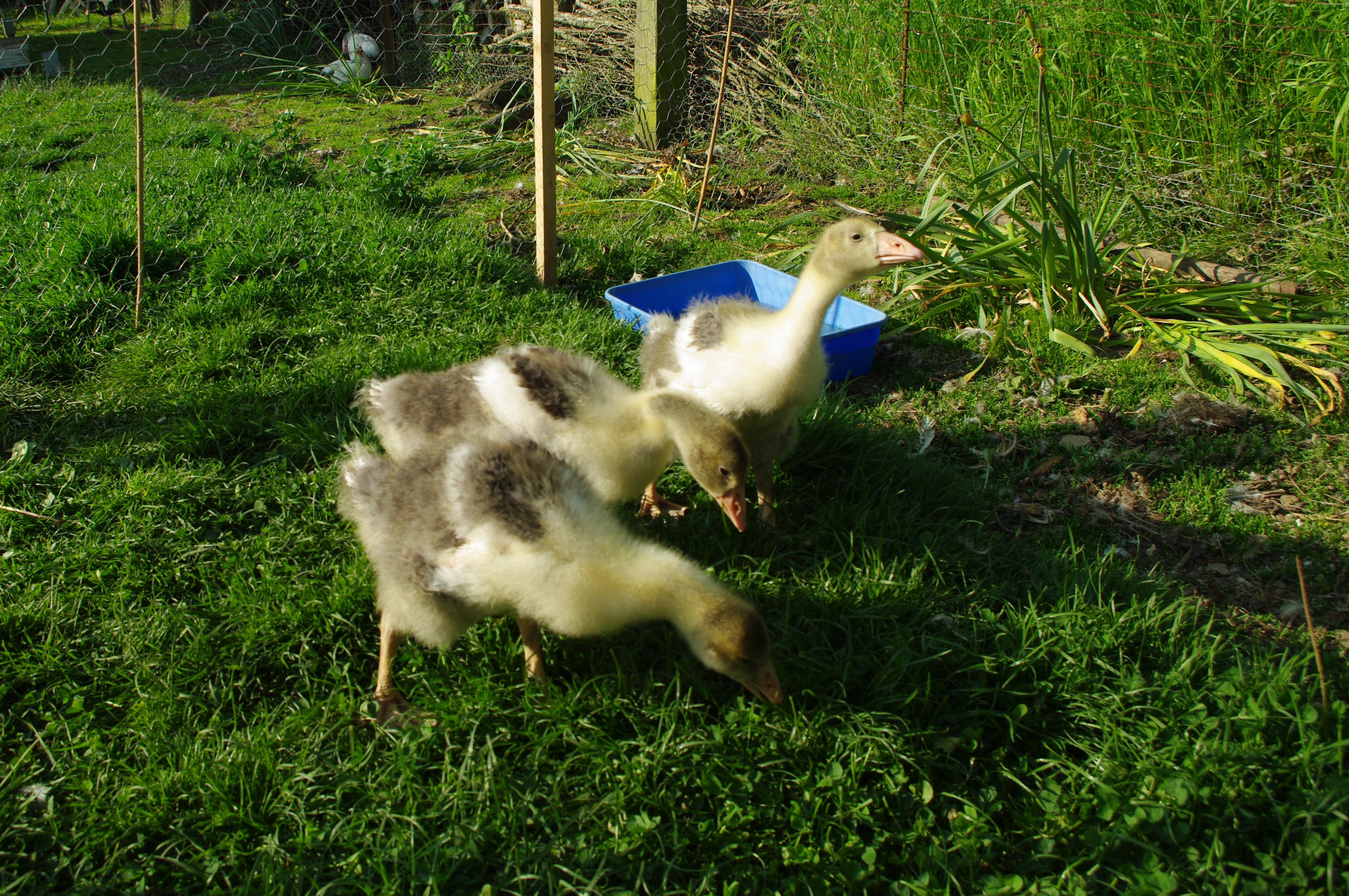
Oisons flamands en pâture.

Les oies domestiques, aptitude déjà présente dans les espèces sauvages, ont été sélectionnées de façon qu'elles puissent consommer des aliments riches en fibres de façon à pouvoir pâturer et à consommer les déchets des humains. En outre, l'animal est naturellement gourmand et comme les variétés sauvages qui connaissent un Zugunruhe, elle accumule facilement les graisses.
Le système digestif des oies est comparable à celui des autres oiseaux, cependant elles disposent d'un gésier puissant, pouvant atteindre des pressions près de deux fois supérieures à celles du canard domestique et plus de deux fois celles de la poule domestique. Le cæcum, où a lieu la dégradation microbienne des fibres, est aussi extrêmement développé.
L'oie ne digère que 15 à 30 % des fibres qu'elle ingère.
Les oies peuvent être nourries avec des herbes récoltées, des grains et des épluchures de légumes. Elles peuvent également être amenées pour pâturer. Certains éleveurs les mènent sur des parcelles agricoles fraîchement récoltées comme des parcelles de céréales ou de légumes (carottes, choux, salades) où elles peuvent glaner à manger.

### Comportement

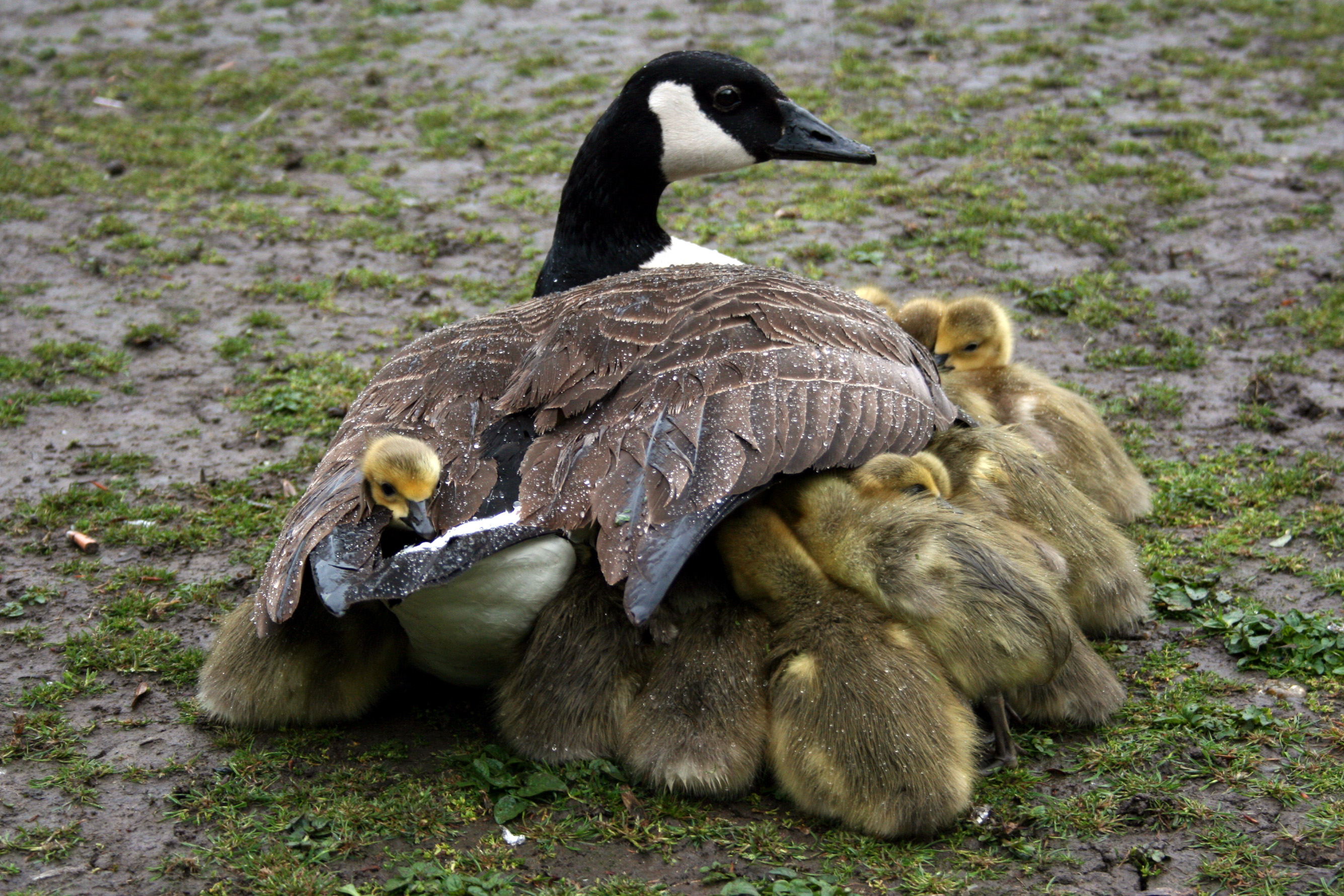
Oie protégeant ses oisons contre la pluie, qui, à l'inverse de leur mère aux plumes imperméables, sont couverts d'un duvet perméable à l'eau.

Les oies disposent d'une bonne mémoire, ce qui les rend efficaces pour le gardiennage. Elles sont très sociables et possèdent un instinct grégaire développé. Contrairement aux espèces ancestrales sauvages qui sont monogames, les jars prennent plus volontiers de 1 à 2 femelles. Cependant dans les groupes de plus d'une vingtaine d'individus devant partager le même dortoir, des liens privilégiés peuvent être perdus.
Ces caractéristiques sont utiles à l'élevage. Les oies sont en général peu agressives envers les autres spécimens et les autres animaux. On observe peu de picage.
Leur bonne mémoire et leur instinct grégaire sont utilisés pour leur apprendre où se trouvent leurs pâturages, même éloignés.

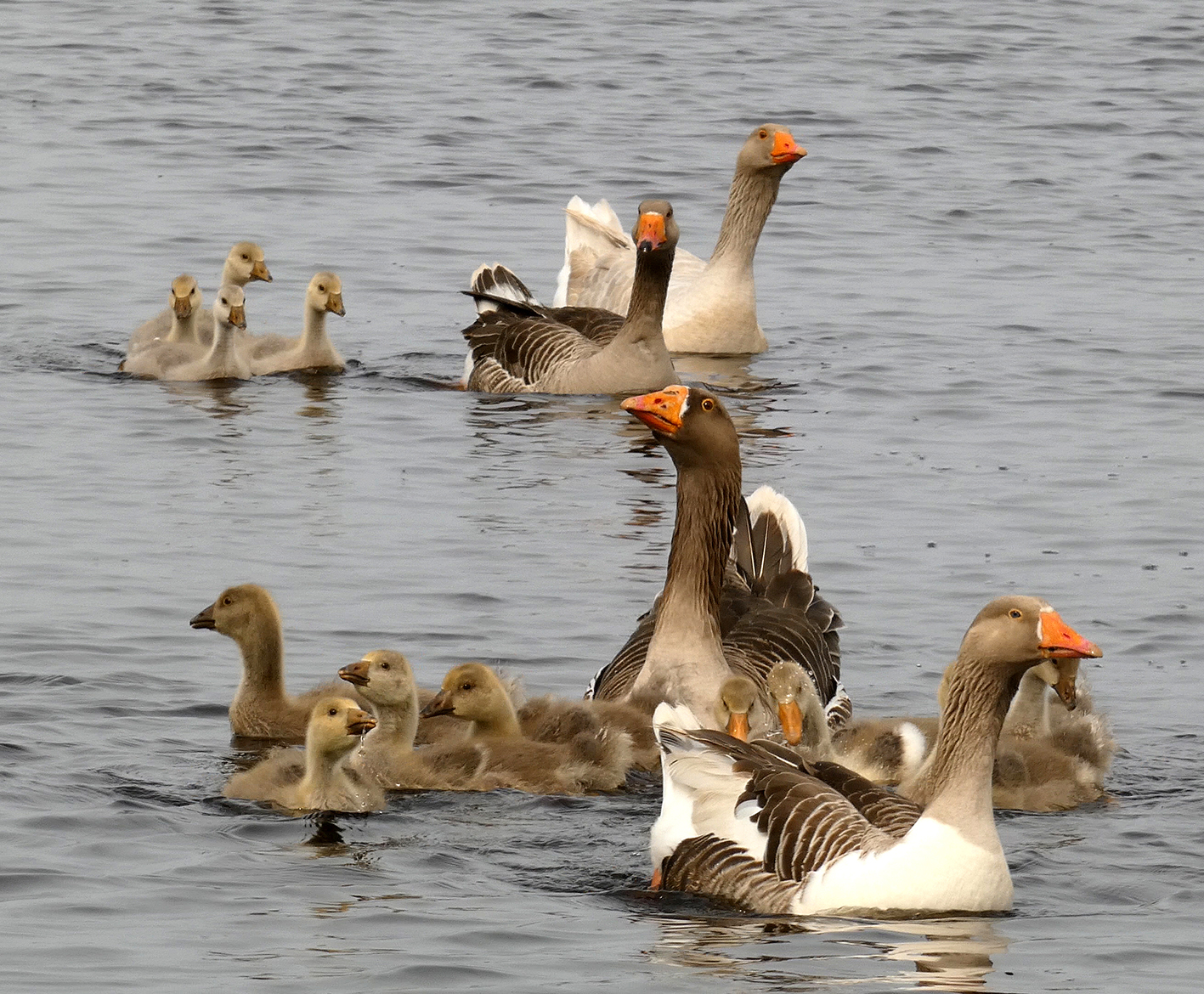
Oies en liberté dans le marais de Brière.

### Reproduction
Dès l'âge de un an, pour l'oie comme pour le jars, on peut espérer la fécondation des œufs. Pour constituer un élevage, on peut soit élever deux couples d'oies, soit un jeu constitué de trois femelles de race lourde ou cinq de race légère. L'eau est un atout pour qu'il y ait plus de facilité et d'envie de se reproduire.

### Production d'œufs

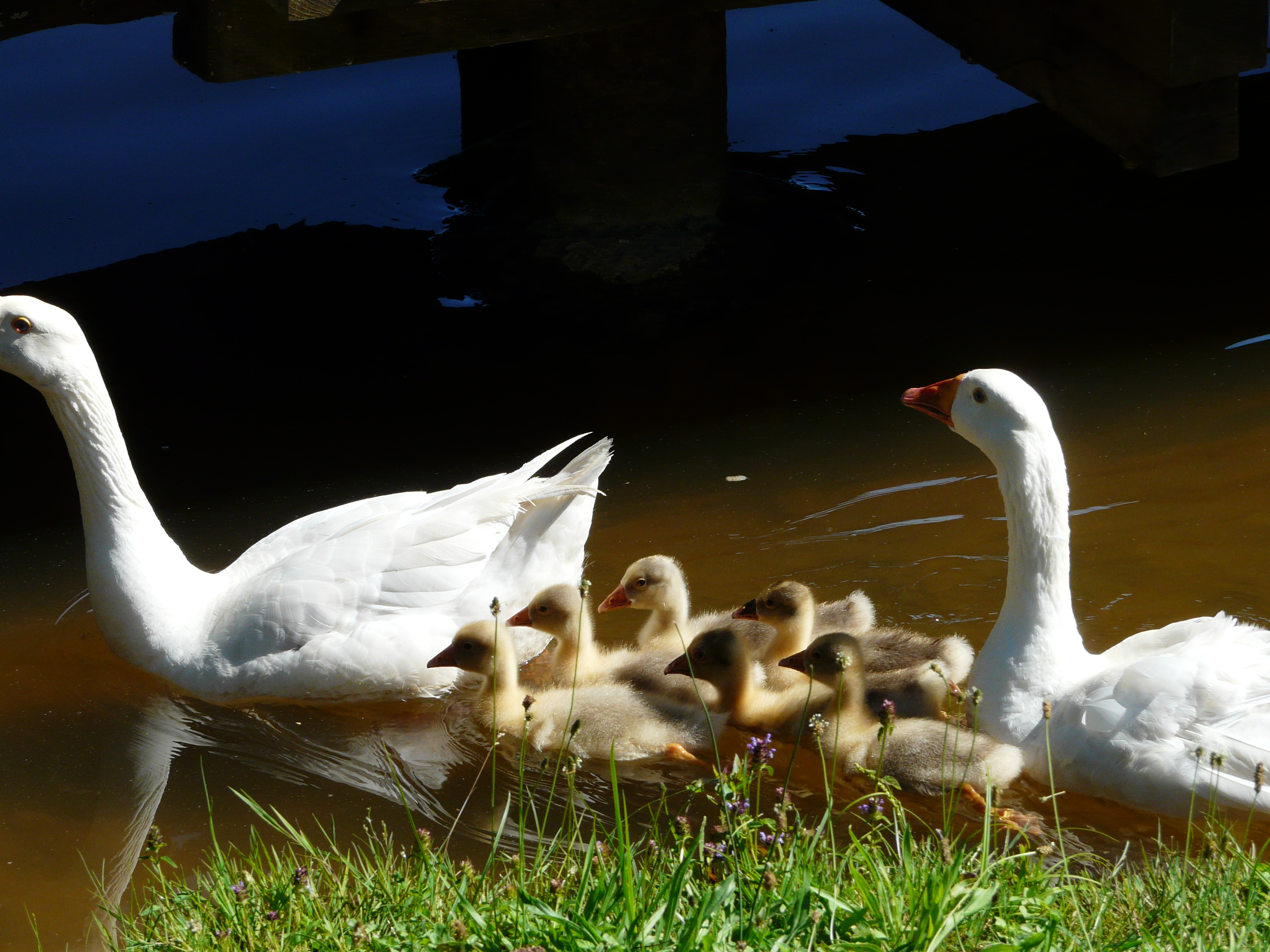
Couple d'oies domestiques et leurs oisons, Dordogne.

Les oies produisent peu d'œufs en comparaison des canards ou des poules, de plus la ponte est naturellement très saisonnière. Les aviculteurs exposent les pondeuses à la lumière artificielle pour modifier ou pour prolonger la période de ponte. Depuis l'Antiquité, on sait faire produire deux pontes par an aux oies.
Naturellement, les oies sont plutôt monogames ; cependant pour optimiser leur production d'œufs, les éleveurs constituent leurs troupeaux avec un mâle pour quatre à six femelles, plusieurs semaines avant le début de la saison, typiquement deux mois avant le printemps.
La constitution du troupeau de reproducteurs avant le début de la ponte est importante pour garantir un bon niveau de fertilisation des œufs et pour éviter les conflits qui augmentent la mortalité et font baisser la natalité.

### Incubation

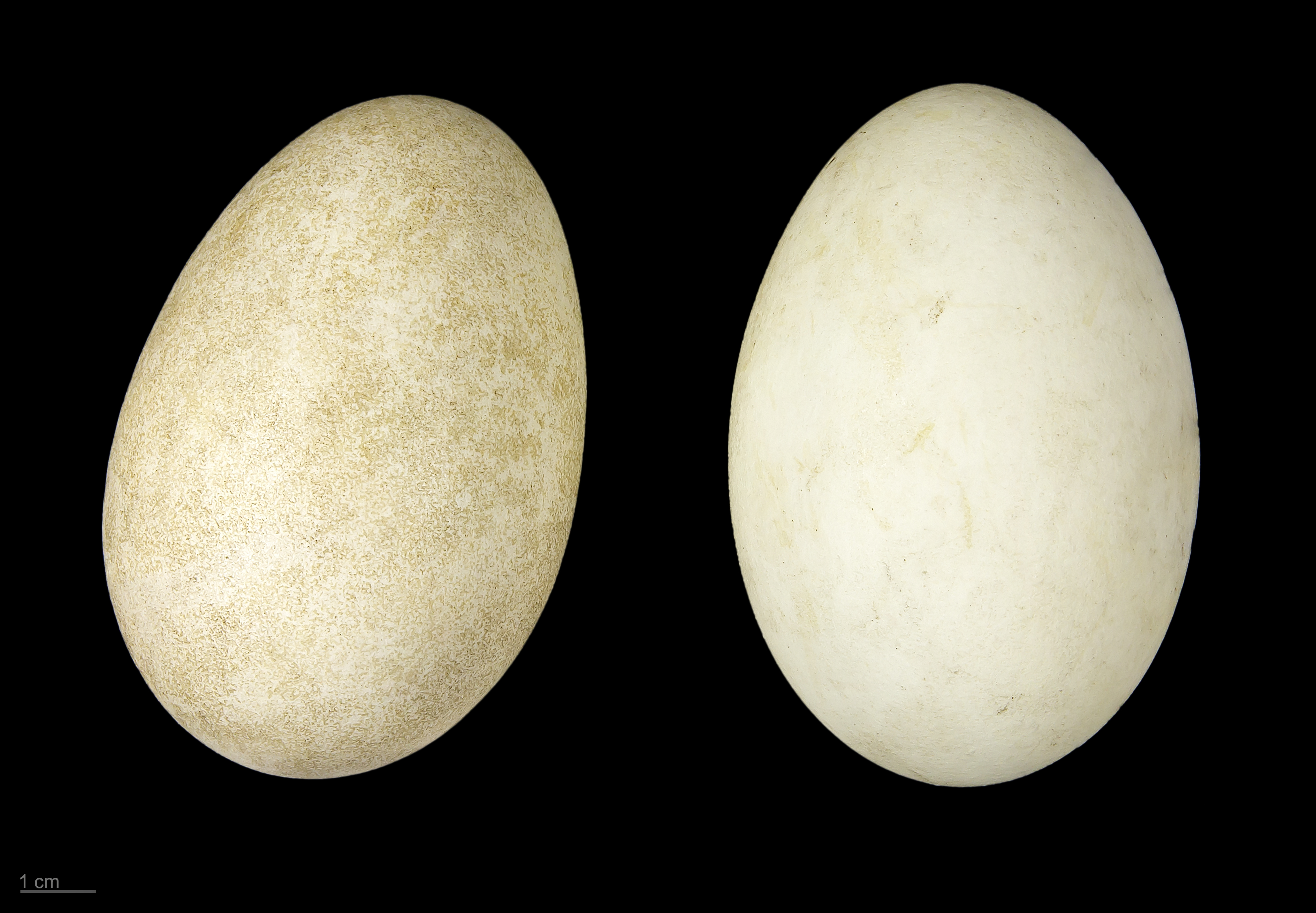
Œufs d'oie cendrée.

Les œufs destinés à obtenir des oisons doivent être incubés. Plusieurs techniques sont utilisées : l'incubation naturelle ou artificielle selon des techniques analogues à celles mises en œuvre pour l'obtention des poussins d'un jour. La législation française assimile d'ailleurs les oisons et les poussins de poule domestique, tant qu'ils n'ont pas été nourris. Le succès de l'incubation artificielle commence par la collecte méticuleuse des œufs dans les nids, par une bonne conservation des œufs avant l'incubation et enfin par le maintien de la température durant toute la durée de l'incubation. Du fait de la durée de couvaison, les œufs doivent être stockés en chambre froide et doivent régulièrement être retournés. Cette durée de stockage influe grandement sur l'éclosabilité des œufs. Une fumigation, protégeant l'œuf des agents pathogènes présents sur sa coquille augmente la chance de survie de l'œuf. Enfin, ils sont préchauffés avant d'être à proprement parler incubés. Les producteurs d'oisons utilisent deux types d'appareillage pour l'incubation, les appareils d'incubation ventilés, et les appareils d'incubation statiques, ces derniers étant plus rudimentaires. Les œufs sont éventuellement mirés par les aviculteurs afin d'écarter les œufs morts.

### Identification

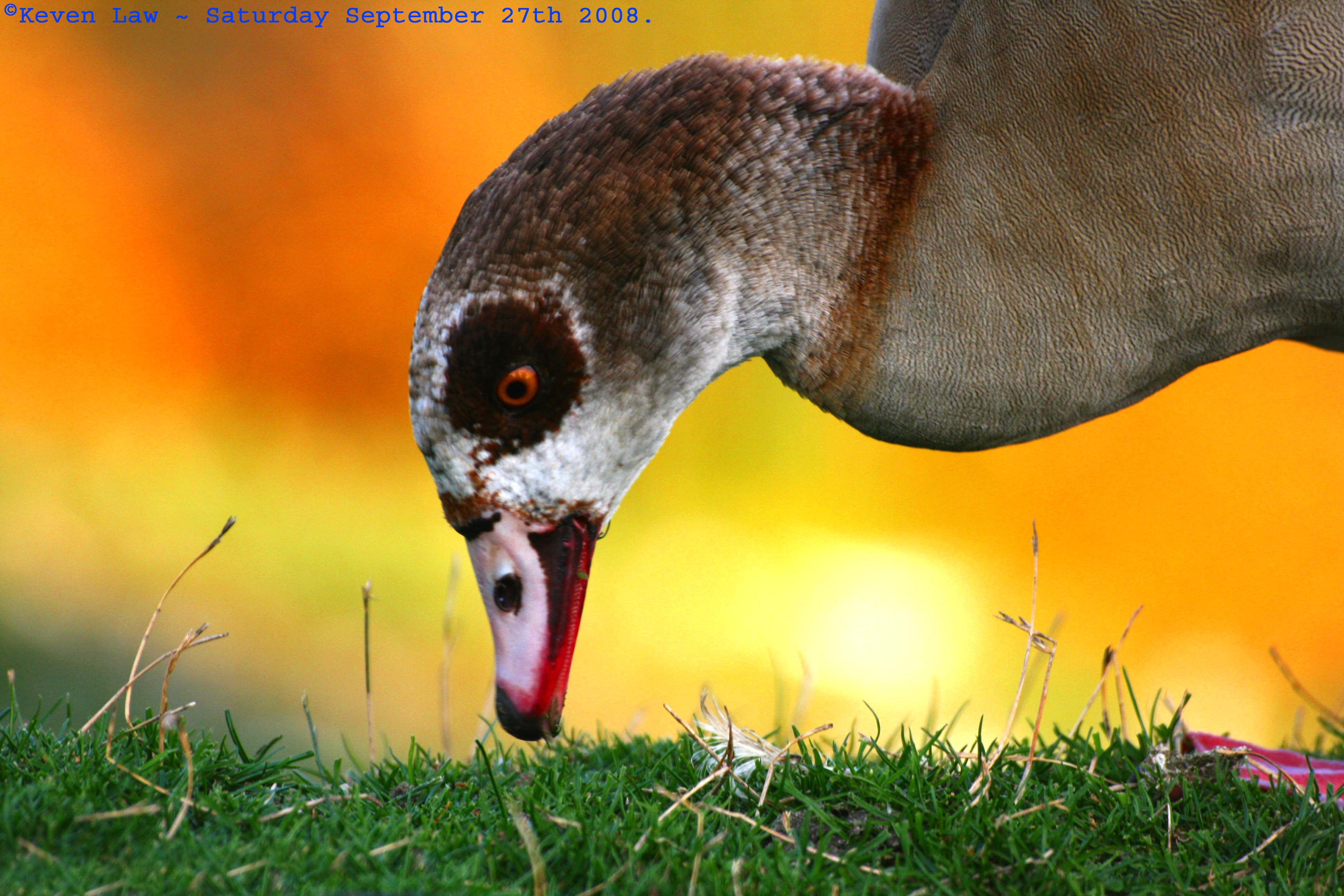
Oie d'Egypte (Alopochen aegyptiacus), Londres.

Il est presque impossible à un humain d'identifier des oies adultes, et même le sexe de ces oies car le dimorphisme sexuel est inexistant pour beaucoup de races. Or, les aviculteurs, pour optimiser leur production par exemple en opérant des statistiques sur les performances des individus, en destinant les mâles surnuméraires à d'autres destins que la reproduction, en abattant les oies à un âge précis, ont besoin d'identifier précisément les spécimens.
Les oisons mâles de la plupart des races apparentées à celle d'Emden et certaines races de blanche d'Italie ont des duvets plus clairs que ceux des femelles, mais cette différence s'estompant rapidement, ainsi la pose des bagues doit se faire dans les premiers jours. Pour d'autres races comme celle des oies de Guinée, la différenciation se fait à la puberté car la taille du caroncule est plus importante chez les mâles que chez les femelles. Pour certaines races issues d’Anser anser comme les Pilgrims, le sexage est possible par la différence de livrée. Pour les autres, il est nécessaire d'examiner le cloaque des oisillons. La tâche est beaucoup plus simple qu'avec les poussins d'un jour, le « pénis » étant visible dans le cloaque. Et contrairement à la poule domestique où le sexage adulte n'est plus nécessaire grâce à l'apparition des caractères sexuels secondaires, il peut être nécessaire de le pratiquer sur les oies adultes des races sans dimorphismes sexuels.

## Élevage des oies

### Généralités
Les éleveurs gardent en général leurs oies pendant quatre ans. Ils cherchent à constituer des troupeaux où toutes les classes d'âge sont représentées.

### Insémination artificielle
Du fait de différences anatomiques entre les Anseriformes et les Galliformes, la technique d'insémination artificielle est différente entre les espèces domestiques d'oies et canards domestiques et les poules. En effet, l'appareil copulateur des jars improprement appelé pénis est, contrairement à celui des Galliformes, très développé. Il est évaginable et se présente sous forme d'une spirale d'environ 15 cm. Un sillon spermatique parcourt ce canal sur toute sa longueur, il véhicule le sperme après émission.
Cette technique demande beaucoup de main d'œuvre, les prélèvements de semence obtenus peuvent beaucoup varier entre jars et doivent être répétés jusqu'à deux fois par semaine. L'insémination artificielle est utilisée dans le cadre d'une sélection. les oies peuvent être élevées a l'état semi-sauvage sur une surface d'environ 10 ha et un grand plan d'eau de 3 ha ou dans un poulailler de 100 à 500 m2 avec une mare ayant une aire centrale de 3 m2 pour que les oies soient au calme et puissent pondre tranquillement.

## Production
La production mondiale d'oie a fortement augmenté ces dernières années, celle de 2008 étant près de huit fois plus importante qu'en 1962.
| 1962   | 1964   | 1966   | 1968   | 1970   | 1972   | 1974   | 1976   | 1978   | 1980   | 1982   | 1984   | 1986   | 1988    | 1990    | 1992    | 1994    | 1996    | 1998    | 2000    | 2002    | 2004    |
| ------ | ------ | ------ | ------ | ------ | ------ | ------ | ------ | ------ | ------ | ------ | ------ | ------ | ------- | ------- | ------- | ------- | ------- | ------- | ------- | ------- | ------- |
| 37 737 | 40 928 | 44 491 | 50 302 | 54 577 | 57 625 | 61 283 | 63 091 | 67 214 | 69 272 | 76 120 | 81 216 | 92 542 | 113 765 | 131 557 | 163 788 | 209 338 | 220 645 | 210 161 | 234 497 | 267 489 | 295 127 |

### Production de viande
Les oies à rôtir sont élevées essentiellement en Bretagne, dans les Pays de Loire, dans le nord et l'est de la France. Cette production est surtout concentrée vers la fin de l'année, période pendant laquelle 60 % sont consommés.

### Production de foie gras

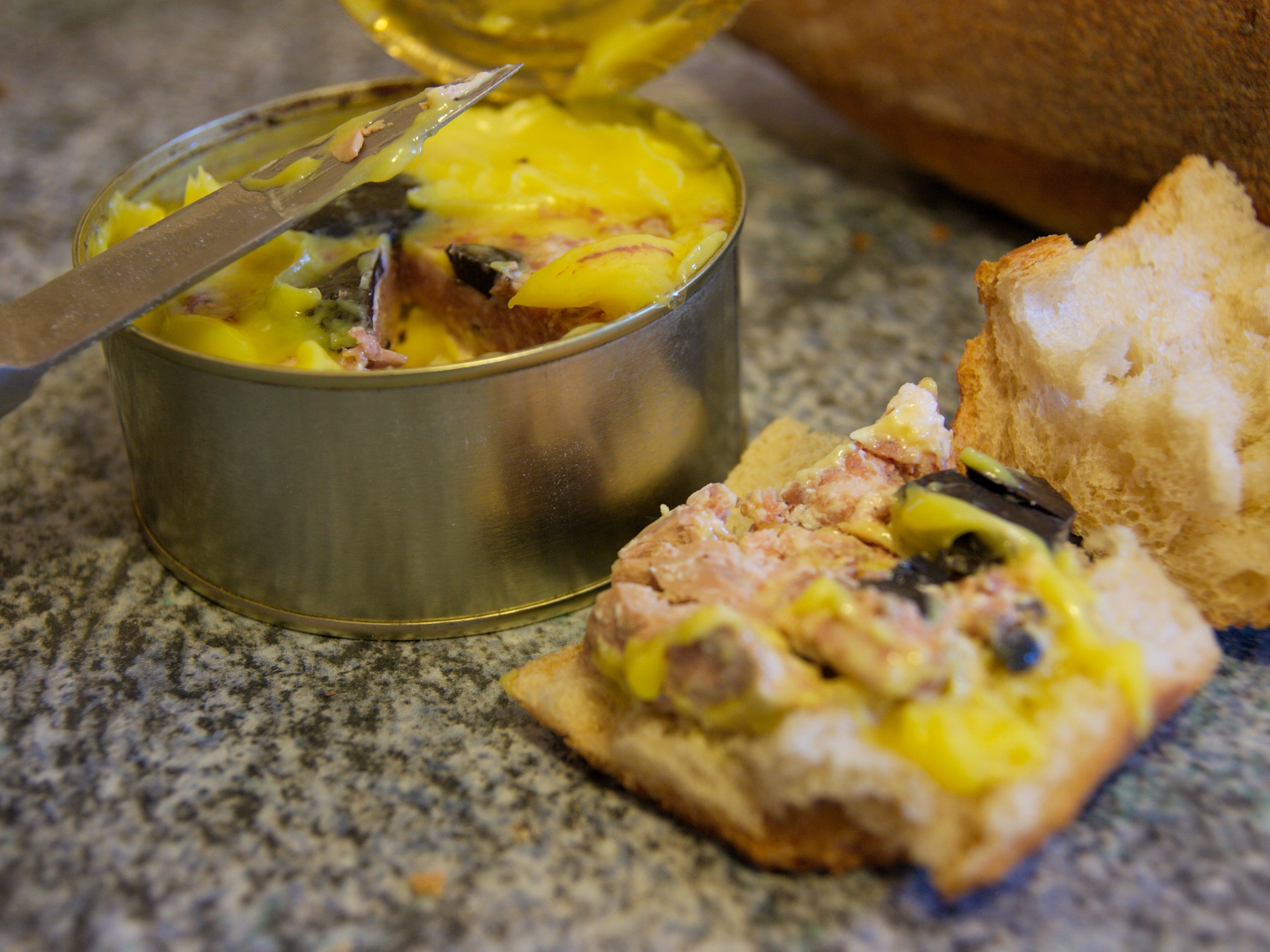
Foie gras d'oie en conserve.

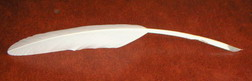
Plume d'oie.

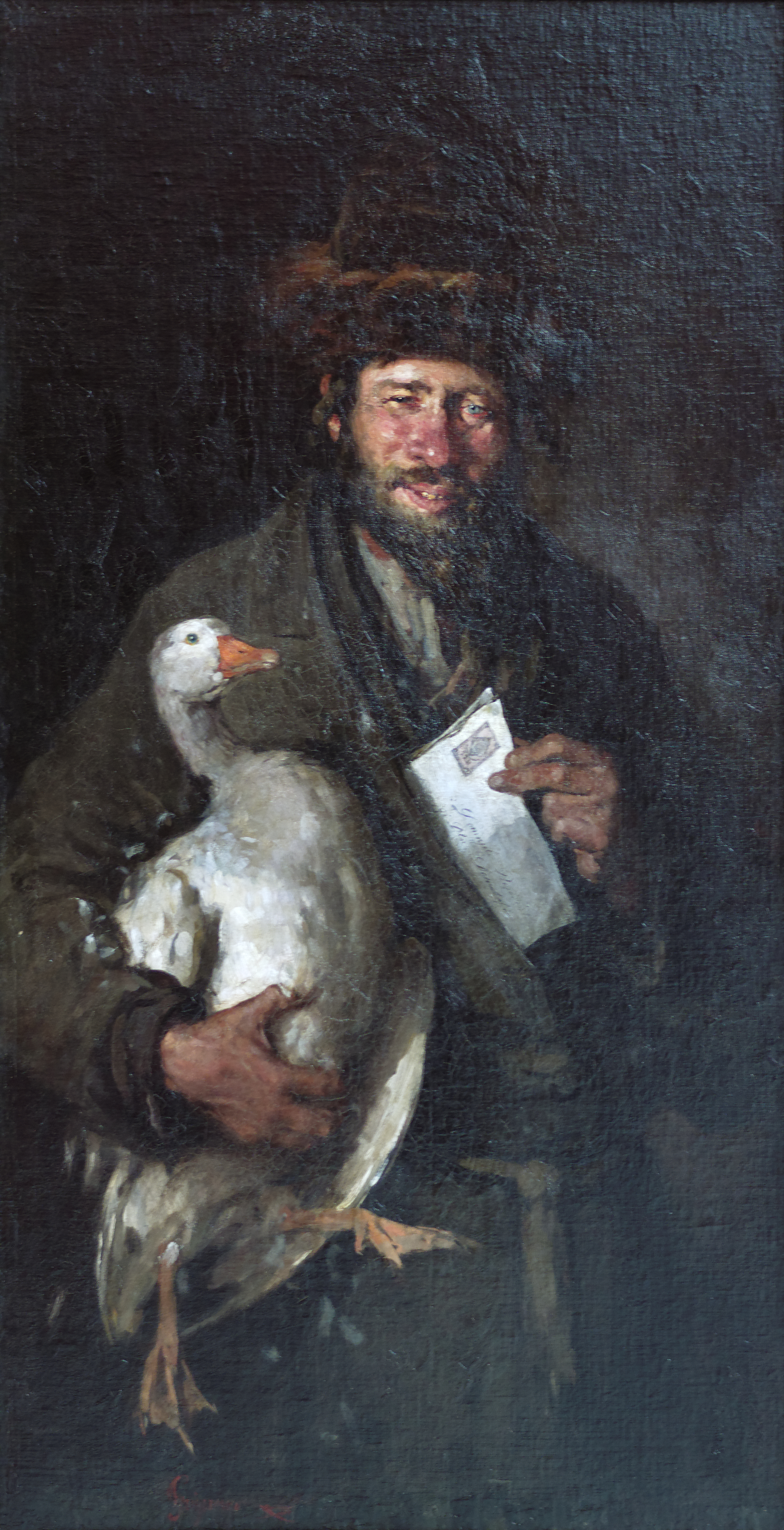
Juif à l'oie - Marchand de volailles ashkénaze tenant une oie et sa licence de vente (ou une pétition), coiffé d'un spodik et vêtu d'un caftan, par Nicolae Grigorescu (1880).

Le foie gras est obtenu par gavage, technique déjà employée par les Égyptiens antiques et les Romains qui faisaient ingurgiter du pain et des figues sèches à leurs oies. Le maïs a remplacé cette nourriture au XVIe siècle après son introduction en Europe. Après avoir été gonflée à l'eau tiède, cette céréale est ingurgitée aux oiseaux à raison de 0,6 à 1,5 kg par jour. L'élevage des oies pour la production de foie gras est particulièrement important en Aquitaine et en Midi-Pyrénées, il est également assez développé en Alsace.

### Production de plumes et de duvets
La récolte de duvet continue dans les pays industriels d'être une source de revenus non négligeable. Les oies domestiques sont la source la plus importante de duvet. Les revenus proviennent des animaux abattus et des mues naturelles à partir de l'âge de 9 à 10 semaines et tous les six semaines pour produire 100 grammes de plumes dont 10 % de duvet environ chez les oies.

### Désherbage des cultures par les oies
Le désherbage par les oies était assez pratiqué dans les années 1950, avant l'invention des désherbants efficaces, cette pratique a été abandonnée dans les années 1970. Aux États-Unis, les oies désherbaient les champs de coton. Elles désherbaient aussi les asperges, les pommes de terre, les arbustes à baies rouges, les pépinières, le tabac, les noisetiers, la vigne, les vergers, les betteraves, les haricots, le houblon, les oignons, les fraises et les fleurs d'ornement.
Une autre pratique consiste à l'entretien des douves et des fossés. Les oies aident les autorités à lutter contre les invasives telles les jacinthes d'eau.
En outre, cette technique permet de moins nourrir les animaux et leurs excréments contribuent à la fertilisation des sols par apport d'azote.

## L'oie domestique dans la culture
- L'oie sauvage ou le cygne (qui indique la connaissance et le discernement) est la monture sacrée du dieu Brahmâ, dieu-démiurge dans l'hindouisme[21],[22].
- Le mythe de « La poule aux œufs d'or » est en fait une oie issue d'un mythe grec, raconté par Esope[23] dans ses fables, probablement du fait de la rentabilité de ces oiseaux.
- Selon la légende, les oies du Capitole sauvèrent Rome en 390 av. J.-C. Quand les Gaulois tentèrent, de nuit, d'escalader les murs de la ville, les oies éveillèrent la garde par leurs cris, faisant ainsi échouer la tentative d'invasion[24],[25].
- De nombreux ouvrages de la Rome antique sur l'agriculture comme ceux de Columelle ou Varron, de poésie, d'histoire militaire parlent de ces animaux.
- L’oie de la Saint-Martin est une tradition du nord de l'Europe voulant que l'on mange une oie le jour de la Saint-Martin, le 11 novembre (à la veille de l'Avent), période ou les oies sont les plus grasses. La légende raconte que Saint Martin de Tours, pour éviter d’être nommé évêque s'était caché parmi les oies, mais qu'il avait été trahi par leur caquètement[26]. Pour les personnes pauvres, l'oie souvent chère était remplacée par une autre volaille[réf. nécessaire].
- L'oie de Noël est un mets traditionnel dans l'Est de la France, dans les pays germaniques et d'Europe centrale et certains pays d'Europe de l'Est[27].
- Mère l'Oye est personnage du folklore européen, surtout connu grâce aux Contes de ma Mère l'Oye de Charles Perrault, publiés en 1697.
- Sculpture de trois oies en bronze réalisée par François-Xavier Lalanne, située sur la place du marché aux oies à Sarlat-la-Canéda (Dordogne)[28].
- Dans la série télévisée d'animation française, Aglaé et Sidonie, Sidonie est une oie domestique de couleur blanche[29].
- Dans le calendrier républicain de l'an II, le Jars est le nom attribué au 25e jour du mois de brumaire[30].